# Son of Dork
Son of Dork foi uma banda de pop punk da Inglaterra formada por James Bourne depois da sua anterior banda, Busted, terminada em janeiro de 2005. Seu primeiro single, "Ticket Outta Loserville", foi lançado em novembro de 2005, atingindo a terceira posição no UK Top 75. Seu segundo single, "Eddie's Song", alcançou a décima posição em janeiro de 2006.

## História
Após o fim do Busted, James Bourne colocou anúncios em revista como o NME e The Stage, a fim de recrutar novos membros de sua banda, seu novo projeto.O baterista Danny Hall passou dez anos tocando hardcore metal com a banda Espiral Rock.
Chris Leonard que tocou em alguns show do Busted, tocou no Stamford Am a casa da música na BBC em 2002, e tinha também tocado com Brian McFadden. Dave Williams estava em uma banda emocore no sul do País de Gales e Steven Rushton estava dividindo o seu tempo entre a antiga banda "Mr.Cheerful", o colégio e aos estudos e um emprego na Sainsbury's.
Segundo James: "O primeiro som verdadeiro que eu escrevi foi "What I Go to School For" "Foi a primeira vez que eu pensei "Tem que ser agora".
James escreveu essa música com 9 anos.Mas você não pode comparar as músicas que escreveu quando tinha 9 anos.
"Você tem que começar a comparar aos sons que tocam na rádio. Aquela foi a primeira vez que eu sabia que os sons estavam melhores do que algumas músicas já bem sucedidas."
Em Novembro de 2005 a banda divulgou o seu primeiro single "Ticket Outta Loserville" que chegou a estar na terceira posição no Reino Unido seguido de algumas semanas mais tarde com o seu álbum "Welcome To Loserville".o segundo single lançado foi "Eddie's Song" foi lançada em Janeiro de 2006 e chegou a estar na décima posição no UK charts.
A banda recebeu muitas críticas. Son of Dork então lançou o seu próximo single "We're Not Alone" em dezembro do mesmo ano.
A banda apareceu como umas das bandas para atuar na primeira "Sic Tour", em Março de 2007, e o "Late Better Than Tour", que era para ter ocorrido em Maio de 2007, mas foi cancelado.
Após muita discussão, Dave se retirou da banda e decidiu tocar no Kobe. Chris Leonard também saiu já que a banda não estava produzindo. Steve está tocando e produzindo com o Outrage e James está tentando a carreira solo.

## Integrantes
- James Bourne (Atual: lançou o cd solo "Future Boy").
- Steve Rushton (Baixista e atualmente trabalha no canal disney channel fazendo trilhas sonoras)
- Danny Hall (Bateria atual hill valley high)

## Ex-integrantes
- Dave Willians (Ex-guitarrista e atual Adelaide)
- Chris Leonard (Ex-guitarrista)

## Futuro da banda
- Em outubro de 2007, Chris Leonard também deixou a banda, dizendo que "Eu abandonei a banda, mas para ser honesto, não tinha nada para ser abandonado. A banda não estava fazendo mais nada, e obviamente eu não estou preparado para ficar sentado, fazendo nada o dia inteiro, enquanto tem tanta coisa que eu poderia estar fazendo. Então eu estou superando tudo isso e fazendo a minha propria música."
- Depois de meses de especulação sobre uma possivel separação da banda, em 11 de julho de 2007, David Williams, postou no myspace do Son Of Dork que a banda tinha realmente se separado. Mas depois de algumas horas, James confirmou que a banda não tinha acabado. Mais tarde, Dave anunciou que ele tinha saído da banda, pois ele não queria ficar numa banda na qual ninguem fazia nada por mais de um ano. Agora, Dave está tocando numa banda chamada Adelaide.
- Danny, que continua no Son Of Dork, começou uma banda de rock que se chama DEFO e fez a sua primeira apresentação no dia 7 de dezembro de 2007.
- Steve está trabalhando e produzindo outros artistas que não são contratados por gravadoras, como também está escrevendo algumas músicas que podem ser usadas na Son Of Dork ou em outros projetos. Recentemente ele produziu o primeiro album de uma banda pop/rock que se chama Eight Wave. Ano passado, Steve se tornou um ótimo produtor e seu trabalho pode ser visto no seu Myspace.
- James passou a maior parte do ano de 2007 na América trabalhando com alguns artistas como o Jonas Brothers e a banda de sua namorada AvenueB.E também fez uma música chamada "Loser With No Life". Começou a fazer alguns shows solo acústico em Manhattan e Nova York. Há rumores de que ele escreveu a letra de Loser With No Life para si mesmo, apesar de muitos dizerem que é para a sua banda e deverá retornar ao Reino Unido. James afirmou no seu website que iria começar a gravar novo material em breve, mas ainda não tem nada confirmado.

## Som
A primeira música de apresentação da banda foi "Ticket Outta Loserville", que alcançou o terceiro lugar nas parada inglesas (atrás de Madonna #1  Westlife #2). E mais tarde lançaram seu primeiro disco "Welcome to Loserville". O segundo single, "Eddie's Song" foi lançado em janeiro de 2006, alcançando a posição de número 10.
A principio a banda foi apresentada como a continuação do som do Busted (e hipoteticamente o terceiro CD), mas com uma base instrumental mais importante, e com uma bateria no grupo e como no Busted um grupo vocal onde todos os membros eram cantores. O primeiro disco está entre o pop rock atual e o punk pop, herdando parte das melodias do Busted já que James é o principal compositor.

## Discografia
| Informação do álbum |
| --- |
| Welcome to Loserville - Lançado:21 de Novembro, 2005 - Certificação no Reino Unido: Ouro - Posição no Gráfico: #35 RU - Singles: - 2005 "Ticket Outta Loserville" (21 de Novembro) — #3 RU - 2006 "Eddie's Song" (16 de Janeiro) — #10 RU |

## Músicas extras
A banda também chegou a gravar algumas músicas extras como:
- End Up Like This (de James Bourne)
- Merry Christmas Everyone
- Loser With No Life (de James Bourne)
- Colgate Smile
- We're Not Alone (de Tom Fletcher)
- Eddie's Farm

## Covers
Eles também gravaram algumas covers como por exemplo:
- Two Princess - Cover Spin Doctors
- I Want You Back - Cover Jackson Five
- Thunderbirds Are Go - Cover Busted

## Prêmios
- Smash Hits Awards 2005 - Novo talento recém lançado
- Abertillery's Best Band 2006
- Blaina's Band of The Year 2006
- NME Awards Pior banda 2007

## Tour
- Better Late Than Never Tour 2007 (Headline tour) (Cancelado)
- Sic Tour 2007 - Headline Act
- Get Happy Tour 2007 (Participações de Bowling for Soup com Army of Freshmen e Wheatus)
- Welcome to Loserville Live Radio Tour 2006